# Паметници на Аспарух
Списък на паметниците, посветени на кан Аспарух, син на кан Кубрат. Кан Аспарух е основателят на Дунавска България (Първа българска държава).

## Символи
- 681 – отбелязва годината, в която кан Аспарух сключва мирен договор между българите и Византия, по силата на който придобива Дунавската равнина и е основана Първата Българска държава.
- 1981 – годината, в която се отбелязват 13 века от основаването на Дунавска България
- Забит меч – символ на основаването на новата държава. В композицията от Създатели на българската държава кан Аспарух е представен като конник, който забива меча си в земята и изрича думите „Тук ще бъде България! – под това небе, на тази земя“.
- Възседнал кон – символ на власт.
- Орелът от Вознесенка. Съществува хипотеза, че археологическият паметник при Вознесенка на брега на река Днепър е гробът на Аспарух, макар че предназначението на обекта и връзката му с прабългарите е спорна.[1]

## В България
Непълен списък с паметници на кан Аспарух в България:
| Изображение | Тип           | Построен   | Град      | Карта   | Описание |
| ----------- | ------------- | ---------- | --------- | ------- | --- |
|             | паметник      | 16.10.1981 | Добрич    | GeoHack | Това е най-големият паметник, посветен на хан Аспарух. Дело е на скулптора Величко Минеков и арх. Иван Николов. |
|             | паметник      | 30.07.2011 | Стрелча   | GeoHack | Паметник на хан Аспарух (Стрелча) |
|             | паметник      | 16.10.1981 | Исперих   | GeoHack | Автор на паметника е скулпторът Иван Димов Колев и арх. Стойко Дончев. Градът носи името на кана. |
|             | паметник      | 1981       | Шумен     | GeoHack | Монументът Създатели на българската държава е архитектурен комплекс, включващ фигури на българските владетели Аспарух, Тервел, Крум, Омуртаг, Борис I и Симеон I. Най-голямата скулптура е посветена на Създателя на българската държава – кан Аспарух (с кон), който забива меча си в земята и изрича думите: „Тук ще бъде България! – под това небе, на тази земя“. Към най-големият монумент в България водят 13 000 стъпала. |
|             | статуя        |            | Каспичан  | GeoHack | Намира се на входа на Каспичан, в близост до Плиска. |
|             | бюст-паметник | 3.8.1935   | Варна     | GeoHack | Дело е на Кирил Георгиев. |
|             | паметник      | 2012       | Кортен    | GeoHack | Паметникът е подарен от затворено новозагорско поделение. |
|             | паметник      |            | Ново село | GeoHack | [ 10 ] |
|             | паметник      | 17.9.2015  | Левски    | GeoHack | Паметна плоча в Алеята на българските канове в центъра на град Левски. |

### Разни
- Паметник в „Исторически парк“ край Варна, дело на Дишко Дишков.[12]
- 2021 г. – Дървена фигура от ясен, гр. Левски.[13]
- 2017 г. – Восъчна фигура на кан Аспарух като ездач на кон, в Двор на кирилицата[14][15]
- 2015 г. – Проект за паметник пред НДК – бюст на кан Аспарух от скулптура Крум Дерменджиев.[16]
- 2006 г. (6 дек.)[17] – Паметникът „Аспарухов вал“ се намира в Козлодуй, където се смята, че владетеля през 7 век е издигнал временно защитно укрепление (вал).[18] Местоположение: 43°46'47"N 23°37'32"E
- 1980 – 1981 г. – Скулптури „Кан Аспарух на кон“ и „Кан Аспарух минава Дунава“, дело на Спартак Дерменджиев.[19]
- 1969 г. – Проект на Асен Пейков, печелил поощрителна награда от българско жури.[20]
- 1968 г. – Проект за паметник на съветския скулптор Elguja Amashukeli[21][22]
- 1934 г. – Паметник на Аспаруховия войн – намира се върху защитния Аспарухов вал в парк. „Аспарухово“, Варна, дело на Кирил Шиваров.[23]

- 2012 г. – Восъчна фигура
- (1913 – 1920 г.) – Дървена статуя от дърворезбената колекция на български царе и канове, дело на Генчо Марангозов, Даскаловата къща, Трявна[24]

## В чужбина
Непълен списък с паметници на кан Аспарух в чужбина:
| Изображение | Тип           | Построен  | Град               | Описание |
| ----------- | ------------- | --------- | ------------------ | --- |
|             | паметна плоча | дек. 2010 | Запорожие, Украйна | Мястото на паметната плоча се счита за лобното място на кан Аспарух. Намира се на „Профсъюзен площад“ № 2 (47.841539529171904, 35.14170094076894). |